# 한효주의 작품 목록

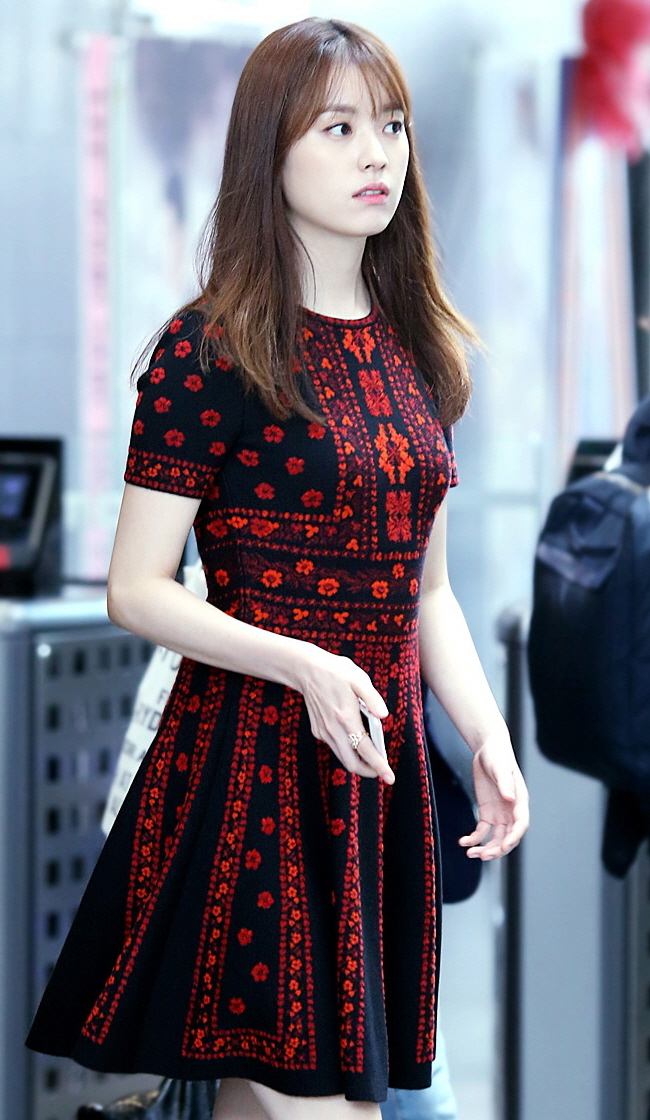
2016년 7월 18일 드라마 《W》 제작발표회에서 한효주.

다음은 대한민국의 배우 한효주의 작품 목록이다.

## 필모그래피

### 영화
- 2006년 영화 《투사부일체》 ... 유미정 역
- 2006년 영화 《아주 특별한 손님》 ... 이보경 역
- 2008년 영화 《달려라 자전거》 ... 임하정 역
- 2008년 영화 《멋진 하루》 ... 버스 정거장 여 / 전화 목소리 역 (특별출연)
- 2009년 영화 《천국의 우편배달부》 ... 조하나 역
- 2011년 영화 《오직 그대만》 ... 하정화 역
- 2012년 영화 《광해, 왕이 된 남자》 ... 중전(문성군부인 유씨) 역 (첫 천만영화)
- 2012년 영화 《반창꼬》 ... 고미수 역
- 2013년 영화 《감시자들》 ... 하윤주 역
- 2014년 영화 《묘향산관》 ... 오영란 역
- 2014년 영화 《서툴지만, 사랑》 ... 태소연 역
- 2015년 영화 《쎄시봉》 ... 젊은시절 민자영 역
- 2015년 영화 《뷰티 인사이드》 ... 홍이수 역 (이 영화의 여주인공)
- 2016년 영화 《해어화》 ... 정소율 역 (이 영화의 여주인공)
- 2018년 영화 《골든 슬럼버》 ... 전선영 역
- 2018년 영화 《인랑》 ... 이윤희 / 김서희 역 (이 영화의 여주인공)
- 2021년 영화 《태양은 움직이지 않는다》 ... 아야코 역
- 2022년 영화 《해적 Part Ⅱ: 도깨비 깃발》 ... 해랑 역 (이 영화의 여주인공)
- 2022년 영화 《20세기 소녀》 ... 성인시절 보라 역 (특별출연)
- 2023년 영화 《독전 2》 … 큰칼 역 (이 영화의 메인 악녀이자 최종 보스) (일본어 더빙: 히가시우치 마리코)

### 드라마
- 2005년 MBC 일일 시트콤 《논스톱 5》 ... 한효주 역 《 167회~》
- 2006년 KBS2 월화 미니시리즈 《봄의 왈츠》 ... 박은영 / 서은영 역
- 2007년 KBS1 저녁 일일연속극 《하늘만큼 땅만큼》[1] ... 석지수 역
- 2008년 SBS 드라마스페셜 《일지매》 ... 변은채 역
- 2009년 SBS 주말 특별기획 미니시리즈 《찬란한 유산》 ... 고은성 역
- 2009년 KBS JOY 일요 미니시리즈 《쏘울 스페셜》 ... 진미아 역
- 2010년 MBC 월화 특별기획 드라마 《동이》 ... 동이(숙빈 최씨) 역
- 2016년 MBC 수목 미니시리즈 《W》 ... 오연주 역
- 2019년 USA 네트워크 한,미 합작 미니시리즈 《트레드스톤》 ... 소윤 역
- 2021년 Lifetime 금토 미니시리즈 《드라마월드》 ... (특별출연) 역
- 2021년 tvN 금토 미니시리즈 《해피니스》 ... 윤새봄 역
- 2023년 디즈니+ 오리지널 미니시리즈 《무빙》 ... 이미현 역
- 2024년 디즈니+ 오리지널 미니시리즈 《지배종》 ... 윤자유 역
- 미정 Netflix 오리지널 미니시리즈 《로맨틱 어나니머스》
- 2026년 SBS 금토드라마 《너의 그라운드》 … 서희승 역

## 방송

### 텔레비전 프로그램
| 연도        | 방송사     | 제목                            | 역할     | 기간                                                           | 비고                                                                |
| ----------- | ---------- | ------------------------------- | -------- | -------------------------------------------------------------- | ------------------------------------------------------------------- |
| 2005        | 온게임넷   | 한판뜨자 건스터 최강전          | MC       | 10월 13일                                                      |                                                                     |
| 2005        | MBC        | 대학가요제 - 대학생활백서       |          | 10월 15일                                                      |                                                                     |
| 2005        | SBS        | 실제상황 토요일 - 연애편지      | 게스트   | 10월 15일, 10월 22일 11월 12일, 11월 19일 12월 10일, 12월 17일 | 100회, 101회, 104회, 105회, 108회, 109회                            |
| 2005        | SBS        | 일요일이 좋다 - X맨             | 게스트   | 12월 10일, 12월 18일                                           | 투사부일체 특집(110회, 111회)                                       |
| 2005        | MBC        | 일요일 일요일밤에 - 참 잘했어요 | 게스트   | 12월 11일                                                      | 846회                                                               |
| 2005 ~ 2006 | SBS        | 인기가요                        | MC       | 2005년 11월 20일~2006년 3월 19일                               | 앤디와 공동 진행 (2006년 1월 8일부터 15일까지 해외 촬영으로 불참함) |
| 2006        | SBS        | 일요일이 좋다 - X맨             | 게스트   | 1월 8일, 1월 15일                                              | 114회, 115회                                                        |
| 2006        | MBC        | 놀러와                          | 게스트   | 1월 20일                                                       | 82회                                                                |
| 2007        | MBC        | 황금어장 - 무릎팍도사           | 게스트   | 1월 10일                                                       | 한효주 편(1회)                                                      |
| 2007        | SBS        | 야심만만                        | 게스트   | 3월 19일                                                       | 204회                                                               |
| 2007        | KBS2       | 해피선데이 - 준비됐어요         | 게스트   | 5월 6일                                                        | 130회                                                               |
| 2007        | KBS1       | 사랑의 리퀘스트                 | 게스트   | 11월 24일, 12월 22일                                           | 488회, 10주년 특집(491회)                                           |
| 2008        | MBC EVERY1 | 박경림의 화려한 외출            | 게스트   | 2월 16일                                                       | 한효주 편(24회)                                                     |
| 2008        | XTM        | STAR n The CITY                 | 게스트   | 11월 29일                                                      |                                                                     |
| 2009        | SBS        | 야심만만2                       | 게스트   | 8월 3일                                                        | 찬란한 유산 스페셜                                                  |
| 2010        | KBS2       | 유희열의 스케치북               | 게스트   | 10월 22일                                                      | 노리플라이와 함께 출연(71회)                                        |
| 2010        | On Style   | 한효주의 포토홀릭               | 게스트   | 3월 28일 ~ 4월 4일                                             |                                                                     |
| 2012        | SBS        | 일요일이 좋다 - 런닝맨          | 게스트   | 12월 9일, 12월 16일                                            | 김장대첩 편(255회), 선택! 왕의전쟁 편(256회)                        |
| 2013        | SBS        | 일요일이 좋다 - 런닝맨          | 게스트   | 6월 23일, 6월 30일                                             | 사신 레이스 편(151회), 바캉스 레이스 편(152회)                      |
| 2016        | KBS2       | 해피선데이 - 1박 2일            | 게스트   | 4월 10일, 4월 17일, 4월 24일                                   | 제주 봄맞이 수학여행 편(439회 ~ 440회)                              |
| 2020        | tvN        | 서울 촌놈                       | 게스트   | 8월 9일, 8월 16일                                              | 청주편(5회, 6회)                                                    |
| 2021        | tvN        | 빌려드립니다 바퀴 달린 집       | 고정     | 9월 13일~ 9월 27일                                             |                                                                     |
| 2022        | tvN        | 어쩌다사장2                     | 알바생   | 5월5일~ 5월12일                                                |                                                                     |
| 2023        | tvN        | 어쩌다사장3                     | 첫알바생 | 10월 26일~12월 7일                                             |                                                                     |

### 라디오 프로그램

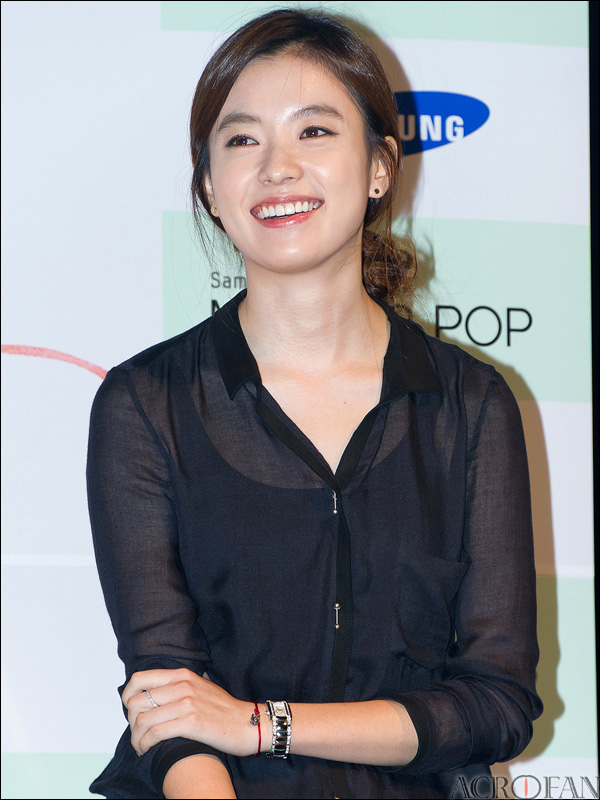
2011년 9월 8일, 삼성카메라 인터무비 '사랑을 보다' 시사회에서 한효주

| 연도 | 방송사     | 제목                           | 역할   | 기간      | 비고                    |
| ---- | ---------- | ------------------------------ | ------ | --------- | ----------------------- |
| 2012 | MBC FM4U   | FM음악도시 성시경입니다        | 게스트 | 12월 6일  | with 고수               |
| 2012 | SBS 파워FM | 두시탈출 컬투쇼                | 게스트 | 12월 15일 |                         |
| 2013 | MBC FM4U   | 푸른밤 정엽입니다              | 게스트 | 7월 1일   | with 준호               |
| 2015 | EBS FM     | EBS 책 읽는 라디오 낭독 시리즈 | 낭독자 |           |                         |
| 2018 | MBC FM4U   | FM영화음악                     | 게스트 | 7월 26일  | with 김지운 (영화 감독) |
| 2022 | SBS 파워FM | 씨네타운                       | 게스트 |           | with 이광수             |

## 뮤직 비디오
| 연도 | 가수                    | 제목                                | 비고            |
| ---- | ----------------------- | ----------------------------------- | --------------- |
| 2004 | Simply Sunday           | 사랑해요                            |                 |
| 2005 | 포지션                  | 그대가 이세상에 있는 것만으로도     |                 |
| 2005 | 에픽하이                | Paris                               |                 |
| 2005 | U                       | 이별은                              |                 |
| 2006 | 러브홀릭                | One Love                            | 봄의 왈츠 OST   |
| 2009 | 이우상                  | 남잔다그래                          |                 |
| 2009 | 애즈 원                 | 헤어져(Love Tonic)                  |                 |
| 2009 | 케이윌                  | 사랑한단 말을 못해서                | 쏘울 스페셜 OST |
| 2009 | 럼블피쉬                | 둘이 더 좋아                        | 쏘울 스페셜 OST |
| 2009 | 한효주                  | 왈칵 눈물이 (Feat. 간디 (부가킹즈)) | 쏘울 스페셜 OST |
| 2010 | 데이브레이크(Daybreak)  | 팝콘 (GMF 2010 Lozik RMX)           |                 |
| 2010 | 한효주, 노리플라이      | Don't you know                      |                 |
| 2012 | 한효주, 브로콜리 너마저 | 숨바꼭질                            |                 |

## 음반
| 연도 | 가수/곡명                                         | 음반명                 | 비고 |
| ---- | ------------------------------------------------- | ---------------------- | ---- |
| 2005 | 한효주 - 처음이었어요                             | 논스톱 5 OST           |      |
| 2008 | 한효주 - 달려라 자전거                            | 달려라 자전거 OST      | 작사 |
| 2009 | 한효주 - 왈칵 눈물이 (Feat. 유연-러블리)          | 쏘울 스페셜 Part 2 OST |      |
| 2009 | 한효주 - 왈칵 눈물이 (Feat. 간디 (부가킹즈))      | 쏘울 스페셜 Part 2 OST |      |
| 2010 | 한효주, 노리플라이 - Don't You Know               | 한효주 With GMF 2010   |      |
| 2010 | 브라운 아이드 소울 - 그대 (CF Ver.) (Feat.한효주) | 쏘울 스페셜 Part 2     |      |
| 2011 | 마이큐(MY-Q) - 아침 8시 (With 한효주)             | 아침 8시               |      |
| 2011 | 마이큐(MY-Q) - 오 서울 (With 한효주) (Duet Ver.)  | 아침 8시               |      |
| 2011 | 이승기 - 연애시대 (Feat. Ra.D) (Narr. 한효주)     | 연애시대               |      |
| 2012 | 한효주, 브로콜리너마저 - 숨바꼭질                 | 숨바꼭질               |      |
| 2015 | 한효주 - 이젠 잊기로 해요                         | 쎄시봉 OST             |      |
| 2015 | 한효주, 정우 - 나 그대에게 모두 드리리            | 쎄시봉 OST             |      |
| 2016 | 한효주 - 사랑 거즛말이 (원곡:소울지기)            | 해어화 OST             |      |
| 2016 | 한효주, 천우희 - 봄 아가씨                        | 해어화 OST             |      |

## 광고

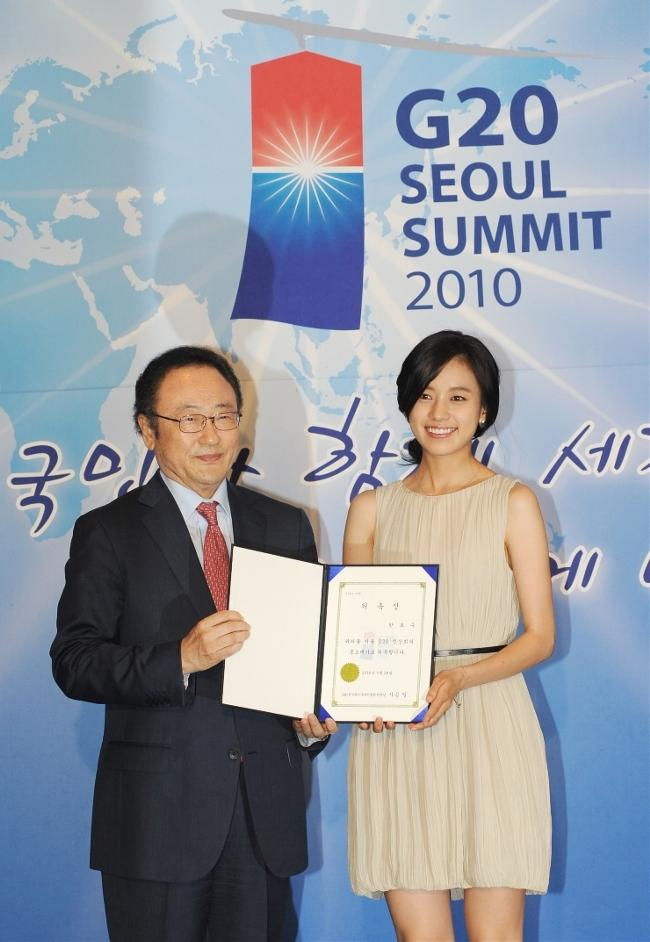
2010년 7월 28일, 서울 삼청동 금융연수원에서 열린 G20 서울 정상회의 홍보대사 위촉식에서 한효주

| 연도        | 기업명                           | 브랜드명 (제품명)                                  | 품목(종류)                 | 국가     | 공동 출연                                    |
| ----------- | -------------------------------- | -------------------------------------------------- | -------------------------- | -------- | -------------------------------------------- |
| 2005        | 한국피자헛                       | 피자헛 빅4                                         | 피자 프랜차이즈            | 대한민국 | 이연희                                       |
|             | 한게임                           | 건스터                                             | 게임                       | 대한민국 |                                              |
| 2006        | 동아오츠카                       | 그린타임 건미차/녹차                               | 음료                       | 대한민국 | 주지훈                                       |
| 2006        | 엔프라니                         | 엔프라니 슬림블랙 팩트                             | 화장품                     | 대한민국 |                                              |
| 2006        | 파크랜드                         | 크렌시아                                           | 의류 브랜드                | 대한민국 | 조인성                                       |
| 2006        | 보건복지부                       | 금연광고                                           | 공익 광고                  | 대한민국 |                                              |
| 2006        | 대성주조                         | 씨유(CYOU)                                         | 소주                       | 대한민국 |                                              |
| 2008        | 경찰청, 도로교통안전관리공단     | 교통질서지키기 캠페인                              | 공익 광고                  | 대한민국 | 정준호                                       |
| 2008        | 동서식품                         | 맥심 커피                                          | 커피                       | 대한민국 | 조인성                                       |
| 2008        | 대한항공                         | 대한항공                                           | 항공 서비스                | 대한민국 | [ 5 ]                                        |
| 2009        | 비알코리아                       | 배스킨라빈스31: 카푸치노 블라스트, 후르츠 블라스트 | 아이스크림 프랜차이즈      | 대한민국 |                                              |
| 2009        | 잠뱅이                           | 잠뱅이                                             | 데님 브랜드                | 대한민국 |                                              |
| 2009 ~ 2012 | 삼성전자                         | VLUU 미러                                          | 카메라                     | 대한민국 | 나얼 (2010), 이제훈 (2011 ~ 2012)            |
| 2009 ~ 2012 | 삼성전자                         | NX10                                               | 카메라                     | 대한민국 | 나얼 (2010), 이제훈 (2011 ~ 2012)            |
| 2009 ~ 2012 | 삼성전자                         | 삼성 NX 100                                        | 카메라                     | 대한민국 | 나얼 (2010), 이제훈 (2011 ~ 2012)            |
| 2009 ~ 2012 | 삼성전자                         | 삼성카메라 미러팝                                  | 카메라                     | 대한민국 | 나얼 (2010), 이제훈 (2011 ~ 2012)            |
| 2009 ~ 2012 | 삼성전자                         | 삼성 스마트카메라                                  | 카메라                     | 대한민국 | 나얼 (2010), 이제훈 (2011 ~ 2012)            |
| 2009 ~ 2015 | LG생활건강                       | 숨37°                                              | 화장품                     | 대한민국 | [ 7 ]                                        |
| 2010        | 빙그레                           | 요플레                                             | 유제품                     | 대한민국 |                                              |
| 2010        | 통계청                           | 2010 인구주택총조사                                | 공익 광고                  | 대한민국 | 지진희                                       |
| 2010 ~ 2011 | 삼천리자전거                     | 삼천리자전거                                       | 자전거                     | 대한민국 |                                              |
| 2010 ~ 2011 | 롯데카드                         | 롯데카드                                           | 신용카드                   | 대한민국 |                                              |
| 2010 ~ 2011 | MK그룹                           | 미스터피자                                         | 피자 프랜차이즈            | 대한민국 |                                              |
| 2011        | 국세청                           | 손안에 연말정산                                    | 공익 광고                  | 대한민국 | 황정민                                       |
| 2011        | 국세청                           | 스마트한 M현금영수증 카드                          | 공익 광고                  | 대한민국 | 황정민                                       |
| 2011        | 발렌타인                         | 러브캣 Paris                                       | 가방 악세사리              | 대한민국 | [ 8 ]                                        |
| 2011        | 발렌타인                         | 러브캣 비쥬                                        | 주얼리 브랜드              | 대한민국 | [ 8 ]                                        |
| 2011~2012   | 코오롱인더스트리FnC부문          | 헤드                                               | 스포츠웨어                 | 대한민국 | 박유환                                       |
| 2011~2012   | 롯데제과                         | 롯데 자일리톨                                      | 껌                         | 대한민국 |                                              |
| 2012        | 광동제약                         | V라인 얼굴 옥수수수염차                            | 음료                       | 대한민국 |                                              |
| 2012        | 한국케이블TV 방송협회            | 디지털 케이블 VOD                                  | 방송 서비스                | 대한민국 | 양준혁, 최효종                               |
| 2012 ~ 2015 | 블랙야크                         | 블랙야크                                           | 아웃도어                   | 대한민국 | 조인성                                       |
| 2013        | 다음                             | 다음 앱: 모바일모닝갤러리 편                       | 포털 사이트 서비스         | 대한민국 |                                              |
| 2013        | 영화진흥위원회, 영상물보호위원회 | 굿 다운로더 캠페인 - Thank you 편                  | 불법 다운로드 공익광고     | 대한민국 | 박중훈, 안성기, 유지태, 차태현, 수지, 이현우 |
| 2013 ~ 2014 | 한국존슨앤드존슨                 | 아큐브 트루아이                                    | 콘택트렌즈                 | 대한민국 | 송중기(2013)                                 |
| 2013 ~ 2014 | 한국존슨앤드존슨                 | 아큐브 트리플케어                                  | 콘택트렌즈                 | 대한민국 | 송중기(2013)                                 |
| 2013 ~ 2014 | 한국존슨앤드존슨                 | 아큐브 오아시스                                    | 콘택트렌즈                 | 대한민국 | 송중기(2013)                                 |
| 2014        | 한국타이어                       | T Station                                          | 자동차 타이어 전문업체     | 대한민국 |                                              |
| 2014        | 신세계그룹                       | SSG닷컴                                            | 온라인 쇼핑몰              | 대한민국 | 이병헌, 류승룡                               |
| 2015 ~ 2017 | LG생활건강                       | 수려한                                             | 화장품                     | 대한민국 | [ 12 ]                                       |
| 2016 ~ 2017 | LG생활건강                       | 더 사가 오브 수                                    | 화장품                     | 중국     |                                              |
| 2016 ~ 2017 | 쌤소나이트 코리아                | 리뽀(Lipault)                                      | 프랑스 가방 브랜드         | 대한민국 |                                              |
| 2016 ~ 2017 | 위비스                           | 지센                                               | 의류 브랜드                | 대한민국 | 하석진                                       |
| 2016 ~ 2017 | LG생활건강                       | 리엔                                               | 한방 샴푸 (헤어케어)       | 대한민국 |                                              |
| 2016 ~ 2017 | FF그룹 (주)휴메이저              | 폴리 폴리 (Folli Follie)                           | 그리스 주얼리/잡화 브랜드  | 대한민국 | [ 13 ]                                       |
| 2016 ~ 현재 | 대방건설                         | 노블랜드                                           | 아파트                     | 대한민국 |                                              |
| 2016 ~ 현재 | 대방건설                         | 디엠시티                                           | 주상복합, 오피스텔         | 대한민국 |                                              |
| 2016 ~ 현재 | 대방건설                         | 디에트르                                           | 아파트, 주상복합, 오피스텔 | 대한민국 |                                              |
| 2017        | LG생활건강                       | 닥터그루트                                         | 탈모 샴푸(헤어케어)        | 대한민국 | 라미란, 조우진                               |
| 2017        | 넥스트무브                       | 다인(Thine)                                        | 모바일 MMORPG 게임         | 대한민국 | 김옥빈                                       |
| 2018        | 제주특별자치도                   | 제주특별자치도                                     | 공익 광고                  | 대한민국 |                                              |
| 2018 ~ 2019 | 신세계그룹                       | 신세계면세점                                       | 면세점                     | 대한민국 | 박서준                                       |
| 2019        | 지피클럽                         | 제이엠솔루션                                       | 화장품                     | 대한민국 | 이병헌, 김고은                               |
| 2022        | 모조에스핀                       | 모조에스핀                                         | 의류                       | 대한민국 |                                              |

## 기타 경력
| 연도 | 활동                                                  | 비고   |
| ---- | ----------------------------------------------------- | ------ |
| 2007 | 2007 메가박스 일본영화제 개막식 사회자                | [ 15 ] |
| 2007 | 학교폭력 추방 홍보대사                                |        |
| 2007 | 충북교육청 홍보대사                                   |        |
| 2007 | 공군 홍보대사                                         | [ 16 ] |
| 2010 | 인구주택총조사 홍보대사                               |        |
| 2010 | G20 서울 정상회의 홍보대사                            | [ 17 ] |
| 2010 | GMF(그랜드민트페스티벌) 홍보대사                      |        |
| 2010 | 디자인코리아 홍보대사                                 |        |
| 2011 | 국세청 명예홍보위원                                   | [ 18 ] |
| 2011 | UN 재단 Nets Go! 홍보대사                             | [ 19 ] |
| 2012 | 배리어프리영화 포럼 홍보대사                          |        |
| 2013 | 인천 장애인 아시안 게임 홍보대사                      | [ 20 ] |
| 2013 | 제12회 미쟝센 단편 영화제 희극지왕 부문 명예 심사위원 |        |
| 2016 | 제21회 부산국제영화제 개막식 사회자                   |        |

## 같이 보기
- 한효주의 수상 및 후보 목록